# Der Staatsanwalt hat das Wort: Busliesel
Busliesel ist ein deutscher Fernsehfilm von Horst Zaeske aus dem Jahr 1967. Das kriminologische Fernsehspiel erschien als 8. Folge der Filmreihe Der Staatsanwalt hat das Wort.

## Handlung
Finanzielle Sorgen hat Sabine Thein nicht. Die Berufsausbildung als Miedernäherin liegt hinter ihr, und die 23-Jährige ist als Lehrausbilderin in einem VEB tätig. Sie lebt in geordneten Verhältnissen und wohnt mit der Mutter in einer hübschen Neubauwohnung. Dennoch ist sie unglücklich. Sie sieht der Geburt eines Kindes entgegen, aber sie freut sich nicht auf das bevorstehende Ereignis. Ängstlich verbirgt sie die Anzeichen der werdenden Mutterschaft. Niemand soll von dem Kind erfahren. Schon ist die junge Frau in Gefahr, ein Verbrechen zu begehen. 

## Produktion
Busliesel entstand 1967  im Zuständigkeitsbereich des DDR-Fernsehfunks, Bereich Dramatische Kunst.
Szenenbild: Heinz-Helmut Bruder; Kostüm: Ursula Rotte; Dramaturgie: Käthe Riemann; Kommentar: Peter Przybylski.